# Бронников, Сергей Владимирович
Сергей Владимирович Бронников (укр. Сергій Володимирович Бронніков; род. 30 мая 1986) — украинский футболист, защитник.

## Биография
Воспитанник одесского «Черномореца». В 18 лет переехал в Россию, где выступал за дублирующие составы ЦСКА и «Томи». В 2006 году провел 10 игр за игравший в первом дивизионе ФК «Орёл».
Затем защитник выступал три сезона в молдавской Национальной дивизии: в ней Бронников представлял «Олимпию» и «Нистру». Завершал свою карьеру футболист в любительских коллективах Украины.